# 佐世保市立図書館
佐世保市立図書館（させぼしりつとしょかん, Sasebo City Library）は、長崎県佐世保市にある市立の公共図書館。
現在、多数のイベント企画、また早岐・相浦・世知原・宇久地区コミュニティーセンター図書館、移動図書館「はまゆう号」の運営を行う。

## 施設概要

### 本館
|       | 区分                                        | 資料                       | 説明 |
| ----- | ------------------------------------------- | -------------------------- | --- |
| 1階   | 第1駐車場                                   |                            | 駐車可能台数56台 (第2駐車場含む) |
| 1階   | ブックポスト                                |                            | 閉館時のための返却ポスト |
| 中2階 | 市民ギャラリー展示室 ふるさとガイドコーナー |                            | 市民等の芸術・文化に関する活動成果を発表する展示会を毎年開催している。展示品は市民等より募集している 郷土出身作家の著者、生原稿、手紙等を展示                                              |
| 2階   | 児童室                                      | 児童書 絵本 紙芝居等       | 子供が利用しやすい低書架を配置 約3万冊の本が配架可能 |
| 2階   | おはなしのへや                              |                            | 図書館員及びボランティアによるおはなし会などを行う |
| 2階   | 乳幼児室                                    |                            | 親子でゆっくりくつろげる部屋 |
| 2階   | 一般室                                      | 一般図書 新聞 雑誌 DVD・CD | 新聞・雑誌コーナー、視聴覚コーナー、インターネット検索コーナーを設置する 訳10万3千冊の一般図書のほか、153タイトルの雑誌と新聞10紙を配架 DVDコーナーや、リスニング席ではDVDやCDの市長が可能 |
| 2階   | 郷土資料室                                  | 郷土資料                   | 長崎県、佐賀県の歴史、民俗、行政等の資料を収集、展示を行う 3万8千冊の本が配架可能 |
| 3階   | 視聴覚室                                    |                            | 上映会、講演会等を開く |
| 3階   | 講座室                                      |                            | 各種講座が行われる 講座がないときは、読書学習用として開放 |
| 3階   | グループスタディコーナー                    |                            | 複数人で相談や協議をしながら学習する場として開放 |
| 4階   | スタッフルームなど                          |                            | |
| 4階   | ロビー                                      |                            | |

### コミュニティセンター図書室及びコミュニティセンター[2]
| 早岐地区コミュニティセンター図書室   | 〒859-4411 佐世保市早岐1丁目6-11        |
| 相浦地区コミュニティセンター図書室   | 〒858-0914 佐世保市川下町209-5          |
| 世知原地区コミュニティセンター図書室 | 〒859-6408 佐世保市世知原町栗迎246-1    |
| 宇久地区コミュニティセンター図書室   | 〒857-4901 佐世保市宇久町2691           |
| 大野地区コミュニティセンター         | 〒857-0136 佐世保市田原町13-29          |
| 宮地区コミュニティセンター           | 〒859-3237 佐世保市城間町345            |
| 小佐々地区コミュニティセンター       | 〒857-0412 佐世保市小佐々町西川143番地1 |
| 江迎地区コミュニティセンター         | 〒859-6101 佐世保市江迎町長坂104        |
| 吉井地区コミュニティセンター         | 〒859-6326 佐世保市吉井町立石473        |
| 鹿町地区コミュニティセンター         | 〒859-6204 佐世保市鹿町町下歌ヶ浦8-37   |
| 針尾地区コミュニティセンター         | 〒859-3452 佐世保市針尾町1538番地5      |

## 図書館の主なサービス

### 利用案内
| 開館日 開館時間 | 火曜日～土曜日 午前10時～午後8時(一般及び講座室) 午前10時～午後6時(児童室・郷土資料室) 日曜日・祝日及び児童室・郷土資料室は午後6時まで |
| 休館日          | 毎週月曜日（祝日が月曜日の場合は翌日以降の直近の平日） 年末年始（12月29日～1月3日） 特別整理休館日（年1回7日以内）                     |

| 開館日 開館時間 | 午前10時～午後6時 |
| 休館日          | 毎週月曜日（祝日が月曜日の場合は翌日以降の直近の平日） 年始年末 毎月第3金曜日 図書特別整理期間（年１回・７日以内） 祝日 |

| 受付時間 | 平日午前8時30分～午後5時15分まで（事務所開庁時間） |

### 貸出サービス
| 資料の種類       | 貸出数数量 | 貸出期間   |
| ---------------- | ---------- | ---------- |
| 図書資料         | 10冊以内   | 14日間以内 |
| 雑誌             | 2冊以内    | 14日間以内 |
| 紙芝居           | 5冊以内    | 14日間以内 |
| パネルシアター   | 3点以内    | 14日間以内 |
| エプロンシアター | 1点        | 14日間以内 |
| 布絵本           | 1点        | 14日間以内 |
| パペット         | 1点        | 14日間以内 |
| 紙芝居舞台       | 1点        | 14日間以内 |
| 視聴覚資料（CD） | 6枚以内    | 14日間以内 |

- 利用者[3]　
  - 市内に住んでいるもの、または市内に通勤・通学する方
  - 広域市町（松浦市、西海市、佐々町、小値賀町、川棚町、波佐見町、東彼杵町）のもの

### その他のサービス
- リクエストサービス
  - 予約サービス
  - リクエストサービス
- レファレンスサービス
- コピーサービス
- 相互賃貸サービス
- 視聴覚資料サービス
- 図書館インターネット蔵書検索・予約サービス
- 利用者向けインターネット検索端末
- 利用者向け無線回線（Wi-Fi）の開放
- 蔵書検索サービス「さぼんサーチ」

## 移動図書館「はまゆう号」

### 歴史[4]
- 昭和27年　ジープ車による配本を開始し、周辺部の町内、公民館への団体貸出を行う。
- 昭和40年　市が広報車として使っていたマイクロバスを改造して文庫車を設け、市内くまなく巡回するようになる。
- 昭和44年　個人貸出開始。
- ブックモービルを購入し、このとき、公募により、「はまゆう号」と名付けられる。

三度の買い替えをおこない、現在のはまゆう号に至る

### サービス
図書館に来られない地域を中心に市内各地を巡回している。巡回に関しては「はまゆう号巡回カレンダー」
- 図書、紙芝居の貸出と返却
- 図書、雑誌の予約
- 本の検索
- 利用者カードの新規作成、更新、変更

所蔵品
| 一般書 | 実用書（料理、裁縫、インテリアなど）、小説（単行本、文庫本、ノベルズ） |
| 児童書 | 絵本、伝記や小説などの読み物、紙芝居                                   |

## 沿革[6]
- 1910年（明治43年） 
  - 11月　佐世保教育会により、教法寺進徳幼稚園[7]の2階に「通俗図書館」が開設される。
- 1917年（大正6年） 
  - 11月　元・八幡女児尋常小学校跡に移転。
- 1932年（昭和7年）  
  - 4月　通俗図書館が佐世保市に移管され、「佐世保市立図書館」に改称。
  - 7月　佐世保市公会堂落成にあわせ、公会堂地下一階に移転。
- 第二次世界大戦中　 空襲による蔵書焼失を防止するため、琴平・佐世・八幡[8]・福石の国民学校4校に蔵書を分散して保管。
- 1945年（昭和20年） 
  - 佐世保大空襲により公会堂（本館）が被災。蔵書を分散して保管していた八幡国民学校・福石国民学校も空襲の被害を受け、数多くの蔵書が焼失（蔵書の焼失数は不明）。
- 1946年（昭和21年）  
  - 4月　市立図書館再開準備委員会が発足。
- 1947年（昭和22年）  
  - 11月　佐世保市立清水中学校の開校に合わせ、校舎に図書館を併設して再開。
- 1949年（昭和24年）  
  - 9月　長崎CIE図書館佐世保分室が併設される。
- 1956年（昭和26年）  
  - この年　八幡町の旧大平土建株式会社事務所に独立移転。 12月　併設の長崎CIE図書館佐世保分室が佐世保分館に昇格し、稲荷町40番地の元・裁縫高等女学校跡に移転。
- 1952年（昭和27年）  
  - この年　米軍払下げ車両により巡回図書を開始（団体貸出のみ）。 4月　長崎CIE図書館佐世保分館が「佐世保アメリカ文化センター」に改称。
- 1959年（昭和34年）  
  - 4月　火災により、事務室と閲覧室を半焼。 11月　宮地町の名切グラウンド横に新築移転（現屋外駐車場の位置）。
- 1960年（昭和35年）  
  - アメリカ文化センターを編入。英会話講座を継承。
- 1961年（昭和36年）  
  - 4月　専任館長が任命される。
- 1963年（昭和38年）  
  - 郷土資料室を新設（海軍・三川内焼・隠れキリシタン関係）
- 1964年（昭和39年）  
  - 4月　専用の自動車文庫を開設。 書籍寄贈を募集[9]、第一号は三浦清による1082冊（三浦文庫）。 佐世保史談会事務局を設置。研究誌「談林」を創刊。
- 1965年（昭和40年）  
  - 旧・市役所広報車を改装、400冊収容の自動車文庫を開始。 図書館講座を開設（1968年（昭和43年）に随筆クラブ会誌「はまゆう」が創刊。）
- 1966年（昭和41年）  
  - 4月　相浦分館・早岐分館を増設。早岐分館は旧来の文化センター図書館を継承、相浦分館は新設。 6月　本館に郷土研究所を設置（1971年（昭和46年）に研究誌「郷土研究」が創刊。） 10月　愛の献本運動を実施。
- 1968年（昭和43年）  
  - 10月 - 自動車文庫「はまゆう号」を開設。
- 1969年（昭和44年）  
  - 4月　土曜夜間開館を開始。 この年　自動車文庫の個人貸出しを開始。
- 1973年（昭和48年）  
  - 図書館協会の基準「25万人に蔵書97000冊」を達成。
- 1975年（昭和50年）  
  - 相浦分館、市役所相浦支所へ移転
- 1977年（昭和52年）  
  - 4月　相浦分館、市立相浦文化センター内へ移転 9月　自動車文庫車「はまゆう号」買い替え
- 1979年（昭和54年）  
  - 5月　早岐分館、市立東部住民センター内へ移転
- 1982年（昭和57年）  
  - 8月　早岐、相浦両分館を廃止し、地区公民館図書室へ移管
- 1993年（平成5年）  
  - 11月　現在地に移転
- 1996年（平成8年）  
  - 7月　移動図書館車「はまゆう号」寄贈を受ける
- 2005年（平成17年） 
  - 4月　市町合併に伴う世知原地区公民館図書室との連携開始
- 2006年（平成18年）  
  - 3月　市町村合併に伴う宇久地区公民館図書室との連携開始
- 2011年（平成23年）  
  - 3月　移動図書館車「はまゆう号」買い替え
- 2014年（平成26年）  
  - 3月　早岐地区公民館図書室移転
- 2015年（平成27年） 
  - 4月　大野、宮、小佐々、江迎格地区公民館での図書館資料の取り寄せ、返却受付開始
- 2016年（平成28年）  
  - 1月　国立国会図書館デジタルか資料送信サービス（閲覧）開始 3月　国立国会図書館デジタルか資料送信サービス（複写）開始 11月　中2階における市民の文化作品展示開始
- 2017年（平成29年）  
  - 2月　吉井、鹿町各地区公民館での図書館資料の取り寄せ、返却受付開始
  - 4月　祝日会館開始、夜間会館拡大（日曜日、祝日除き午後8時まで）
  - 4月　3階ロビー「グループスタディコーナー」開設、一般室正面に「図書館利用、イベント案内コーナー」設置、館内飲食に関するルールの改正（2階閲覧室以外での飲食可等）
- 2018年（平成30年）  
  - 5月　相浦地区公民館移転
  - 6月　針尾地区公民館での図書館資料の取り寄せ、返却受付開始
- 2019年（平成31年）  
  - 4月　「連携中核都市圏構想事業[10]　図書館相互利用サービス（貸出、返却の配送サービス）」開始
- 2020年（令和2年）  
  - 3月　新型コロナウイルス感染拡大のため図書館行事・サービスの縮小
  - 4月　新型コロナウイルス感染拡大による国の緊急事態宣言が全都道府県に 拡大されたことを受け、図書館全面利用禁止と臨時窓口設置による事 前予約制の貸出の実施（4月18日～4月26日）

## 交通アクセス
最寄りの鉄道駅
- JR 佐世保線 「佐世保駅」から徒歩15分
- 松浦鉄道（MR）西九州線「佐世保中央駅」から徒歩5分

最寄りのバス停
- 西肥バス（させぼバスも含む）「島瀬町」、「松浦町中央公園口」バス停から徒歩3分

最寄りの道路
- 国道35号「島瀬町」交差点

※駐車スペースが少ないので、公共交通機関を利用するのが便利である。

## 周辺施設
- 佐世保市体育文化館
- 佐世保市立祇園小学校

※佐世保市立祇園中学校
- 長崎地方検察庁
- 長崎地方裁判所
- 中央公園

## 参考資料
- 「佐世保市教育委員会史 - その二十年のあゆみ - 」（1973年（昭和48年）3月25日、佐世保市教育委員会）p.60- p.62, p.413 - p.430, p.563 - p. 590

## 関連事項
- 長崎県の図書館一覧